# Jabib Alajverdiyev
Jabib Mevlidinovich Alajverdiyev –en ruso, Хабиб Мевлидинович Аллахвердиев– (Kurush, URSS, 8 de diciembre de 1982) es un deportista ruso que compitió en boxeo. Ganó una medalla de bronce en el Campeonato Mundial de Boxeo Aficionado de 2005, en el peso ligero.
En marzo de 2007 disputó su primera pelea como profesional. En  de 20 conquistó el título internacional de la IBO, en la categoría de peso superligero. En su carrera profesional tuvo en total 21 combates, con un registro de 19 victorias y 2 derrotas.

## Palmarés internacional
| Campeonato Mundial | Campeonato Mundial | Campeonato Mundial | Campeonato Mundial |
| Año                | Lugar              | Medalla            | Categoría          |
| ------------------ | ------------------ | ------------------ | ------------------ |
| 2005               | Mianyang (China)   | Medalla de bronce  | 60 kg              |